# Kurioses Muschelmuseum Wremen
Das Kuriose Muschelmuseum Wremen ist ein Museum an der niedersächsischen Nordseeküste. Ungewöhnlich ist die Präsentation der Exponate. Sie sind humorvoll in Schaubildern arrangiert und nach Aussehen benannt, zum Beispiel als „Schneeweißchen und Rosenrot“.

## Lage
Wremen ist ein Ortsteil der niedersächsischen Einheitsgemeinde Wurster Nordseeküste. Das Museum ist im alten Wremer Schulgebäude am Dorfplatz untergebracht, die Adresse ist Zur alten Schule 4.

## Geschichte
Der Industrielle Dieter Schröder brachte in den 1980er-Jahren aus der ganzen Welt Muscheln und Meeresschnecken mit, wodurch eine große Sammlung entstand. Seine Funde begann er mit Fantasienamen zu betiteln. 2007 zog die Sammlung von ihrem ursprünglichen Standort in Nordholz in die heutigen Räume. Getragen wird die Einrichtung vom Verkehrsverein Nordseebad Wremen für Tourismus und Dorfentwicklung. Das Museumsteam arbeitet ehrenamtlich.
Mit dem Museum für Wattenfischerei bildet das Kuriose Muschelmuseum die „Wremer Museumsinsel“ mit reduziertem Eintritt. Im Sommer 2021 erschien das Museum in einer Folge der NDR-Sendung Nordseereport.

## Besucherzahlen
| Jahr | Besucherzahl |
| ---- | ------------ |
| 2020 | 2.831        |
| 2019 | 4.051        |
| 2018 | 3.022        |
| 2017 | 3.240        |

Von der Eröffnung im Jahr 2007 bis 2020 hatte das Museum insgesamt rund 40.000 Besucher. In den Jahren 2020 und 2021 gab es pandemiebedingte Zugangsbeschränkungen im Museum. Gleichzeitig machten viele Deutsche Urlaub im eigenen Land. Somit waren trotz der COVID-19-Pandemie die Besucherzahlen besser als erwartet.
2021 ließ das Museum verlauten, dass es die erweiterten Öffnungszeiten beibehalten möchte. Es ist jedes Jahr vom Frühjahr bis in den Spätherbst geöffnet.

## Exponate
Die Schaustücke des Museums werden in zwei Ausstellungsräumen gezeigt. Die Sammlung umfasst je nach Quelle über 3.000 oder über 4.000 Exponate. Die heimischen und exotischen Exemplare stammen aus verschiedenen Teilen der Welt. Sie zeigen eine Vielfalt von Formen, Farben und Mustern.
Die biologischen Ausstellungsstücke sind nicht, wie üblich, nach wissenschaftlichen Aspekten geordnet, die Muscheln und Schnecken erhielten Fantasienamen, die von ihrem Aussehen inspiriert wurden. Beispielsweise heißen sie „Ferkel“, „Hiroshima“, „Schlafanzugmode“ oder „Knubbelfinger“. Die so betitelten Exponate werden zu Figuren und Schaubildern zusammengestellt und mit fantasievollen Wortspielen humorvoll arrangiert. In einem Schaubild sind beispielsweise die Farben der Meerestiere politischen Parteien zugeordnet.

## Intention
Die Intention der Zurschaustellung ist, mit einem Augenzwinkern zum Umdenken über die Natur anzuregen. Die ungewöhnliche Präsentation bringt dem Besucher die Vielfalt der Meerestiere näher, ohne zu belehren.

„Unser Ziel ist es, nicht die biologische Darstellung, sondern vielmehr die Vielfalt der Muscheln mit Humor zu zeigen.“

Das Museum vermittelt in Bild und Text Wissen zur Überfischung, Natur- und Artenschutz und klärt über die Rolle von Muscheln in der Nahrungskette auf. Bei Muscheln als Nahrungsmittel für den Menschen reicht die Bandbreite in der Welt vom Status einer Delikatesse bis hin zu einer überlebenswichtigen Nahrungsquelle für Arme.